# Église Saint-Michel d'Aiguilhe
L'église Saint-Michel est une église romane située à Aiguilhe, commune limitrophe du Puy-en-Velay, dans le département français de la Haute-Loire et la région Auvergne-Rhône-Alpes.
Édifiée sur un piton volcanique, le rocher d’Aiguilhe, de 82 mètres de hauteur, l'église dédiée à saint Michel est accessible par un escalier de 268 marches.

## Histoire

### Origines et légendes
Si le folklore humoristique local nomme le rocher « la fiente de Gargantua », la géologie révèle qu'il s'agit d'un neck, dernier relief d'une éruption surtseyenne dégagé par l'érosion.
L’évêque du Puy-en-Velay Godescalc, premier pèlerin reconnu de Saint-Jacques-de-Compostelle, est à l’origine de la fondation d'une chapelle construite par le chanoine Truanus (Truand) doyen de la cathédrale. Elle est achevée en 961 dans un style préroman prenant la forme d'un oratoire aulique. Certains évoquent antérieurement un temple dédié à Mercure et pensent que l'institution religieuse a voulu ainsi opérer une substitution de cultes à la divinité lumineuse Lug-Mercure. Aucune trace archéologique n'a été retrouvée, l'aménagement de l'escalier d'accès date de cette époque et le texte de fondation contemporain de son érection évoque que seuls quelques hommes très agiles escaladaient ce rocher.
Une histoire renforce la renommée du rocher, celle du saut de la pucelle : une jeune fille accusée d'inconduite est jetée du haut du rocher à titre de châtiment probatoire ; elle en réchappe prouvant son innocence ; après avoir une autre fois renouvelé le miracle, infatuée, elle recommence et se tue.
Dès sa fondation, elle dépend du chapitre de la cathédrale tant pour le matériel et les revenus que pour le service liturgique ; le chapitre restera jusqu'à la Révolution, seigneur d'Aiguilhe. Le pèlerinage est le plus souvent une étape de la dévotion à la cathédrale mais l'histoire a retenu l'ascension de certains pèlerins célèbres : Charles VII, Louis XI et Charles VIII. Si des ermites ont occupé des grottes sur le chemin de la chapelle, il n'y a pas de preuve d'une occupation permanente du rocher ; en l'absence de documents écrits, la signification des traces de constructions en dehors de trois oratoires n'est pas encore comprise.
En 1245, la foudre frappe le clocher.

### Transformations Renaissance
Trois oratoires sont construits qui émaillent l'escalier d'accès : deux sont dédiés aux archanges Raphaël et Gabriel, le troisième est dédié à saint Guinefort, lévrier sanctifié protecteur des enfants dont le culte est condamné en vain par le concile de Trente. Ce chien serait évoqué dans les sculptures du portail. Ils ne sont plus qu'à l'état de vestiges en 1809.
En 1420, il est question d'intégrer Aiguilhe déjà close et fortifiée jusqu'au sommet du rocher (chemin de ronde autour de l'église) à la ville du Puy, ce projet ne verra finalement pas le jour.
En 1562, les protestants détruisent la statue de saint Michel.

### Révolution
N'étant pas une paroisse, elle est abandonnée à la Révolution, son existence est alors menacée. Elle est tirée de l'ombre pour son intérêt architectural et pictural par une élite éclairée dont Prosper Mérimée qui s'intéresse aux peintures murales. Elle est alors confiée à l’État et bénéficie de la première liste d'inscription comme monument historique protégé en 1840.

### Renaissance duXIXesiècle
Prosper Mérimée fait des peintures murales de Saint-Michel, alors recouvertes d'un badigeon coloré appliqué en 1823, une bannière pour la restauration des peintures médiévales dès 1838. Aymon Mallay, architecte diocésain, est chargé de faire établir un devis des réparations à effectuer et relève le clocher de la chapelle. Anatole Dauvergne réalise un certain nombre de dessins, d'aquarelles et de relevés des vestiges de peintures alors conservées ; certaines ont disparu depuis et ces relevés sont la seule trace de cet existant ; après avoir été répertoriées, elles sont ensuite restaurées,.

### Restaurations modernes et trésor
Les restaurations du XXe siècle sont mal documentées. Des travaux sous l'autel majeur en 1955 permettent la découverte d'un  trésor reliquaire : un christ polychrome en olivier, une croix pectorale, un coffret en ivoire et des tissus enfermés entre deux plateaux. Ces rares objets romans ont été placés là lors de la consécration de l'autel. Ils sont exposés derrière une vitrine contre un pilier du chœur,.
Des restaurations des peintures murales sont réalisées en 2003 et 2004. Des travaux de purge et de consolidation du rocher sont effectués régulièrement, les derniers sont entrepris en 2017.

## Classement
L'édifice est classé à l'inventaire des monuments historiques depuis 1840 : il fait partie de la première liste de monuments historiques français, la liste des monuments historiques de 1840, qui en comptait 1034. L'église Saint-Michel a été élue 4e monument préféré des Français en 2014. Elle est située à proximité de la cathédrale Notre-Dame-de-l'Annonciation du Puy-en-Velay, elle-même élue deuxième monument préféré des Français en 2015.
Au pied du rocher d'Aiguilhe se trouve un autre édifice roman remarquable : la chapelle Saint-Clair d'Aiguilhe, édifice du XIIe siècle à plan centré octogonal ; elle est la chapelle de l’hôpital Saint-Clair que Bernard, gardien du sanctuaire, fonde en 1088  pour soigner les pèlerins de Saint Michel.

## Architecture et décors
La situation de l'édifice est hautement symbolique sous plusieurs angles ; au sommet de son rocher il surplombe la cathédrale ; le rocher dédié à saint Michel, sa chapelle au sommet, ses fortifications complétées à la fin du Moyen Âge, font d'Aiguilhe le bourg qui s'est constitué autour du sanctuaire la protection du bourg-cathédrale lui aussi entouré de fortifications. Ces éléments sont dans la ligne du rôle de saint Michel à l'époque romane : l'archange placé au dessus de Notre-Dame et le soldat protecteur des portes.
Certains relient l'architecture et le décor aux réalisations de l'art omeyyade par le biais de l'influence des pèlerins le long des grandes routes françaises du pèlerinage de Saint-Jacques-de-Compostelle et, en particulier, le long de la via Podiensis qui passe par Aiguilhe, cette idée très répandue au XIXe siècle et début du XXe siècle est remise en cause. La critique souligne que l'influence hispanique est peu probable pour la première construction contemporaine du pèlerinage initial et que l'église Saint-Michel n'a pas d'édifice frère sur cette voie de pèlerinage. Il semble que l'inspiration vienne plutôt de Rome vers laquelle se tourne la société carolingienne et de la route du Mont Gargan sanctuaire de Saint Michel.

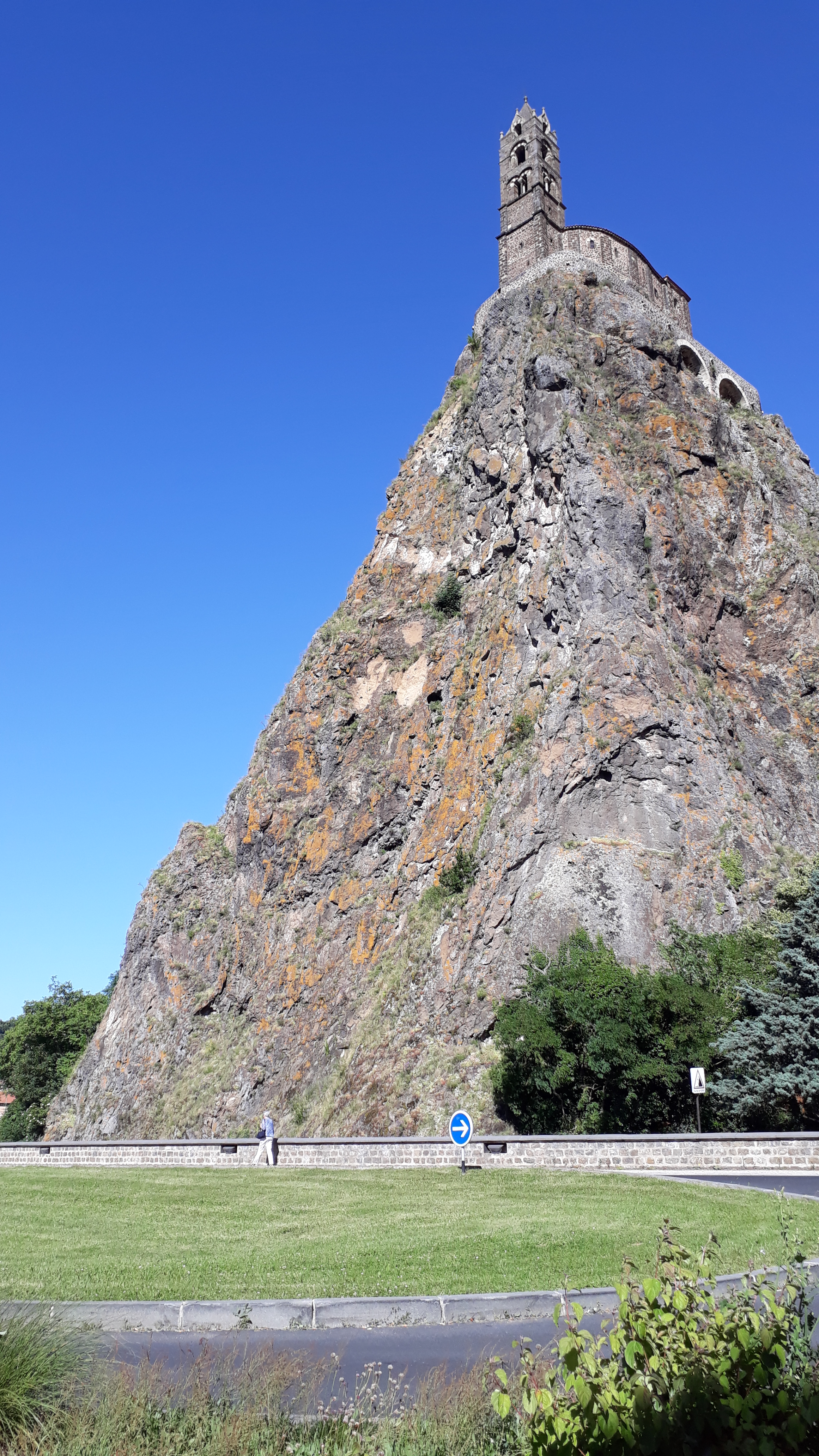
Au pied du rocher.
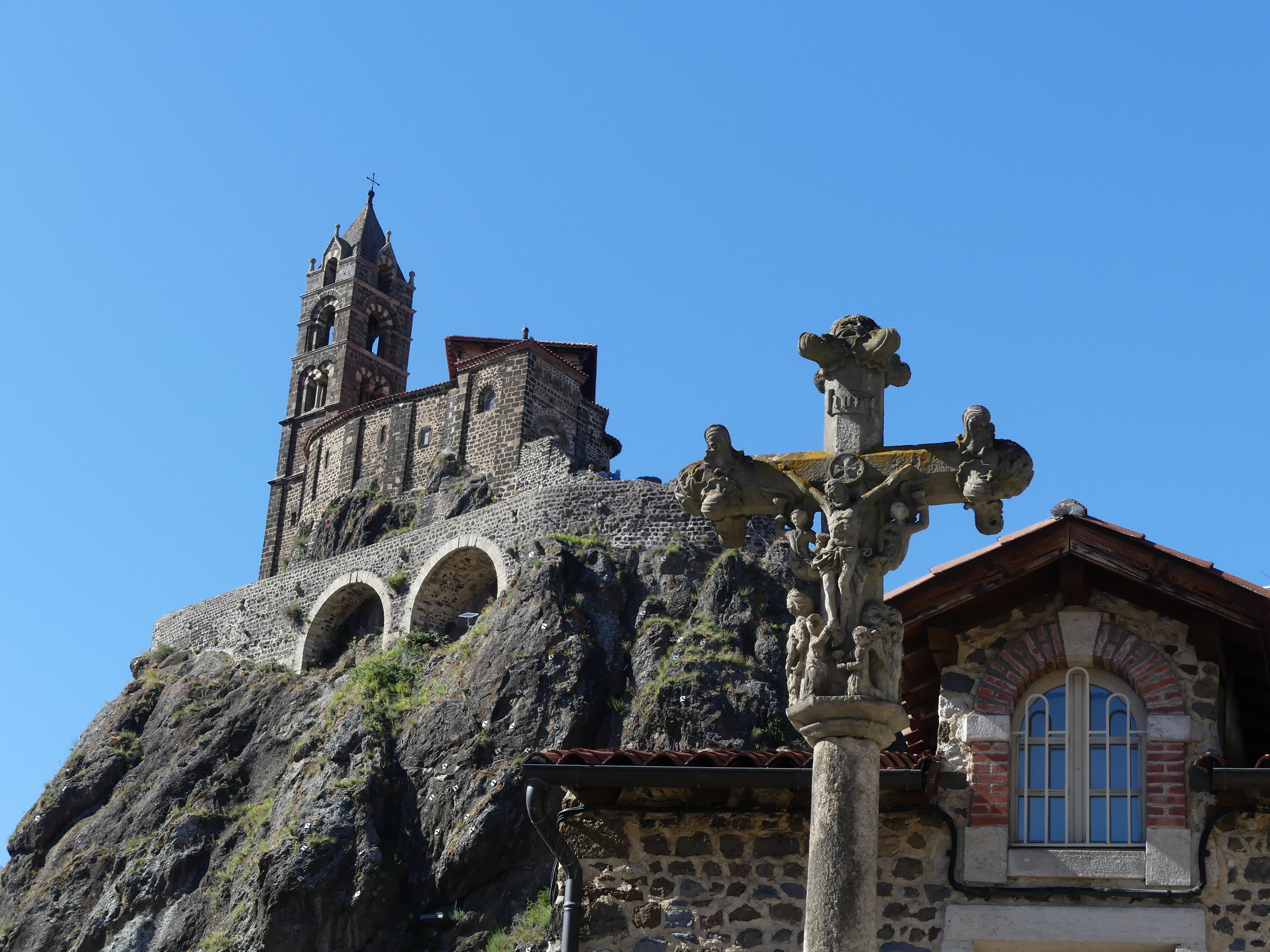
Vue de la chapelle Saint-Clair.
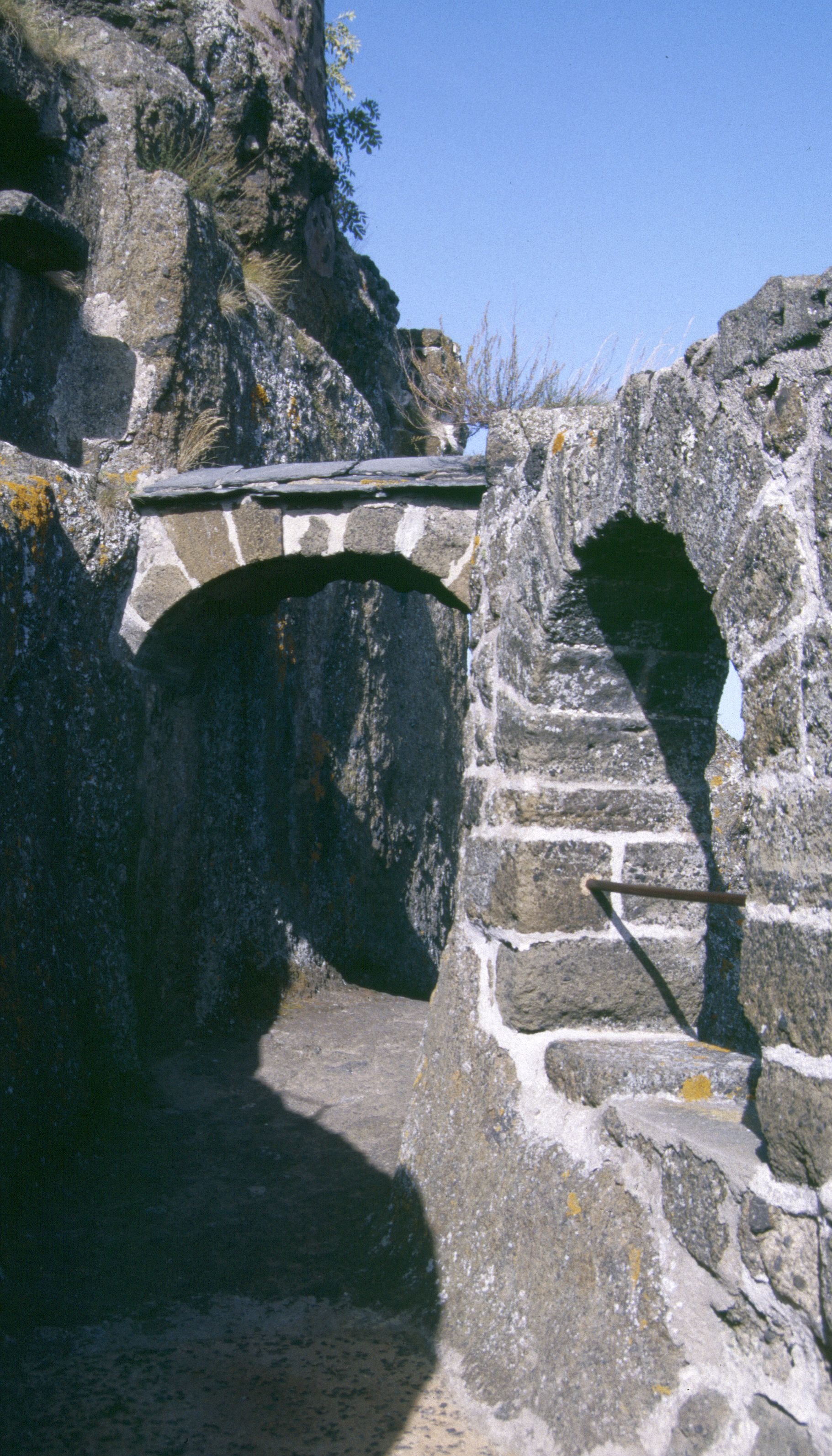
Chemin de ronde.
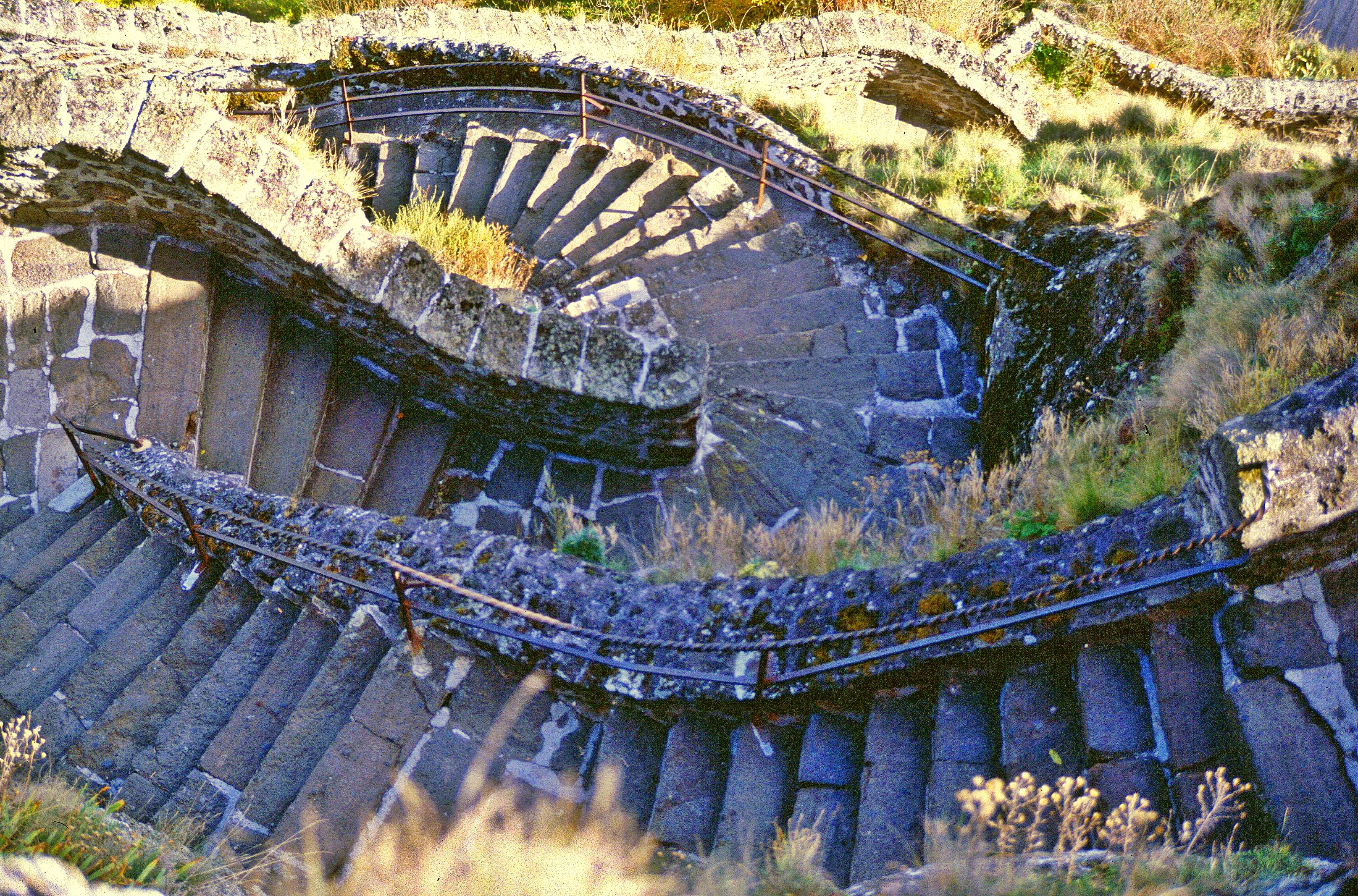
Les 268 marches.

### Architecture

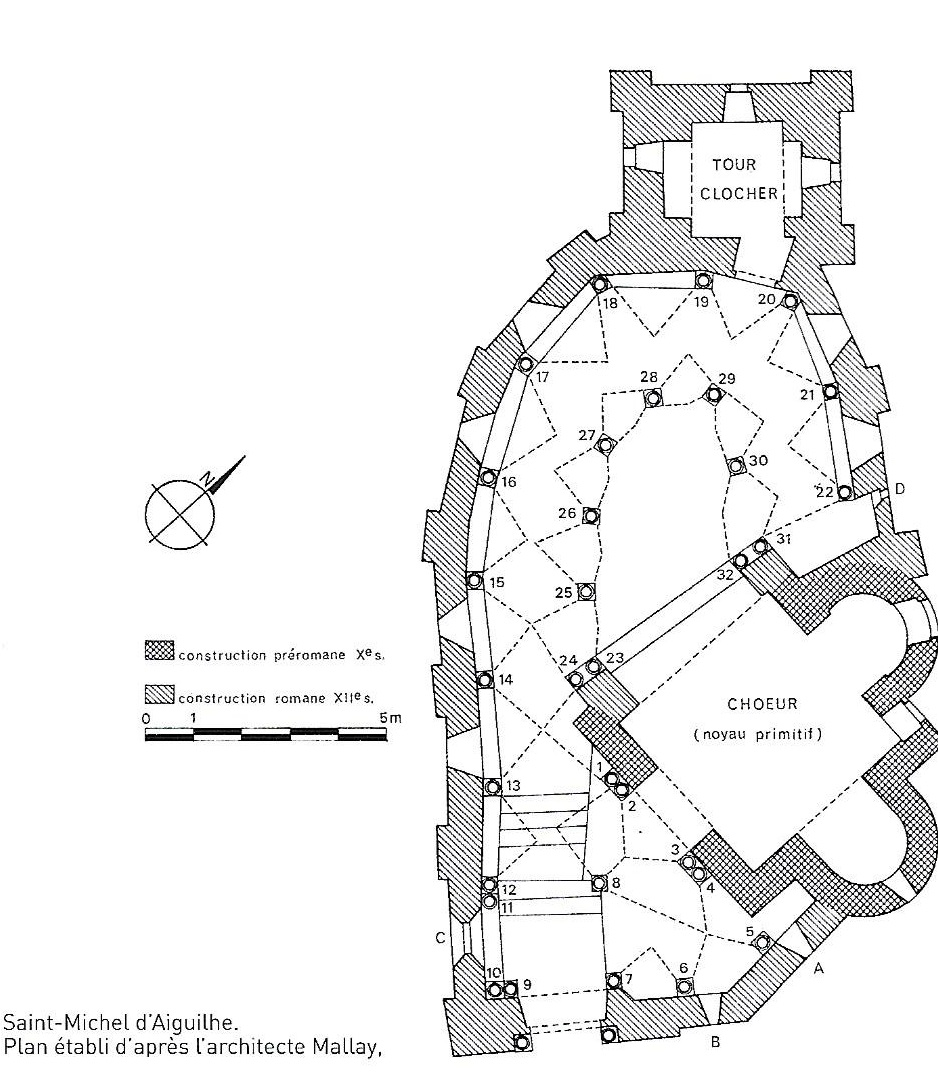
Plan de l'architecte Mallay XIXe siècle.

La construction se fait en deux temps, construction initiale d'un oratoire préroman consacré en 961 suivi de l'édification d'une chapelle à la fin du XIIe siècle rendue nécessaire par l'afflux des pèlerins.

#### L'oratoire aulique duXesiècle
L'édifice initial fondé par Truannus est un oratoire à plan centré carré d'inspiration romaine couvert d'une coupole flanquée de trois absidioles voûtées en cul-de-four formant une croix comme l'état primitif de l'oratoire carolingien de Germigny-des-Prés. Les peintures murales dont il est orné datent de sa construction ce qui en fait un rare ensemble de peintures préromanes. L'abside sud est détruite pour l'aménagement de la chapelle au XIIe siècle.

#### La chapelle de pèlerinage duXIIesiècle
La construction de cette chapelle sur un plan original s'adapte complètement dans son format, son plan et son orientation à la forme de la plateforme. Malgré la ressemblance, il n'y a pas de déambulatoire mais une nef construite dans le prolongement et à la place de l'abside ouest entourée d'une galerie à voûte d'arêtes qui conduit après quelques marches sous une avant tribune et une tribune à l'entrée et débouche après deux travées sur le parvis et la façade sculptée et polychrome orientée sud est qui fait la célébrité du monument. Si l'oratoire est orienté, la chapelle est désaxée nord-ouest sud-est.

### Décors

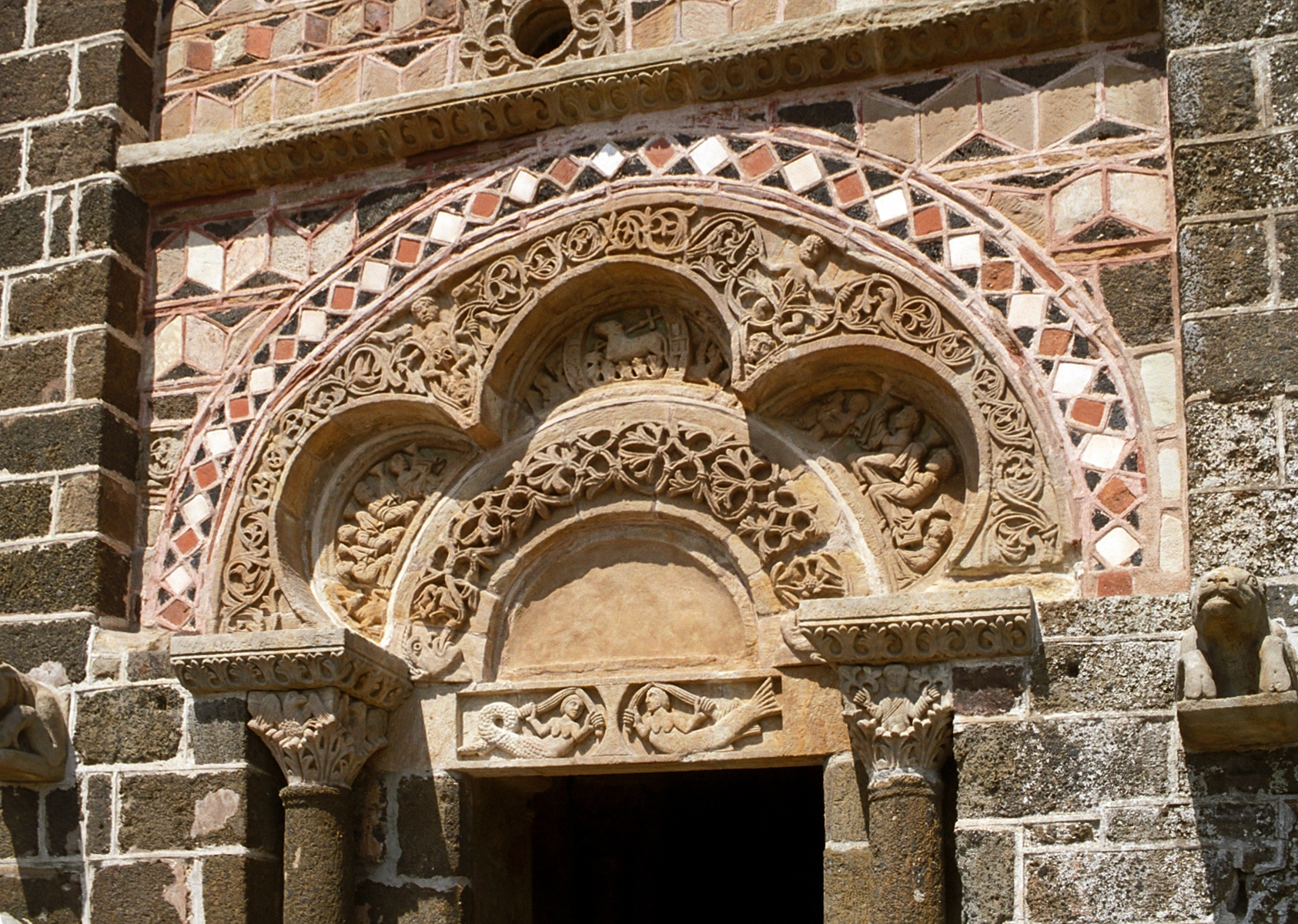
L'arc polylobé du portail.

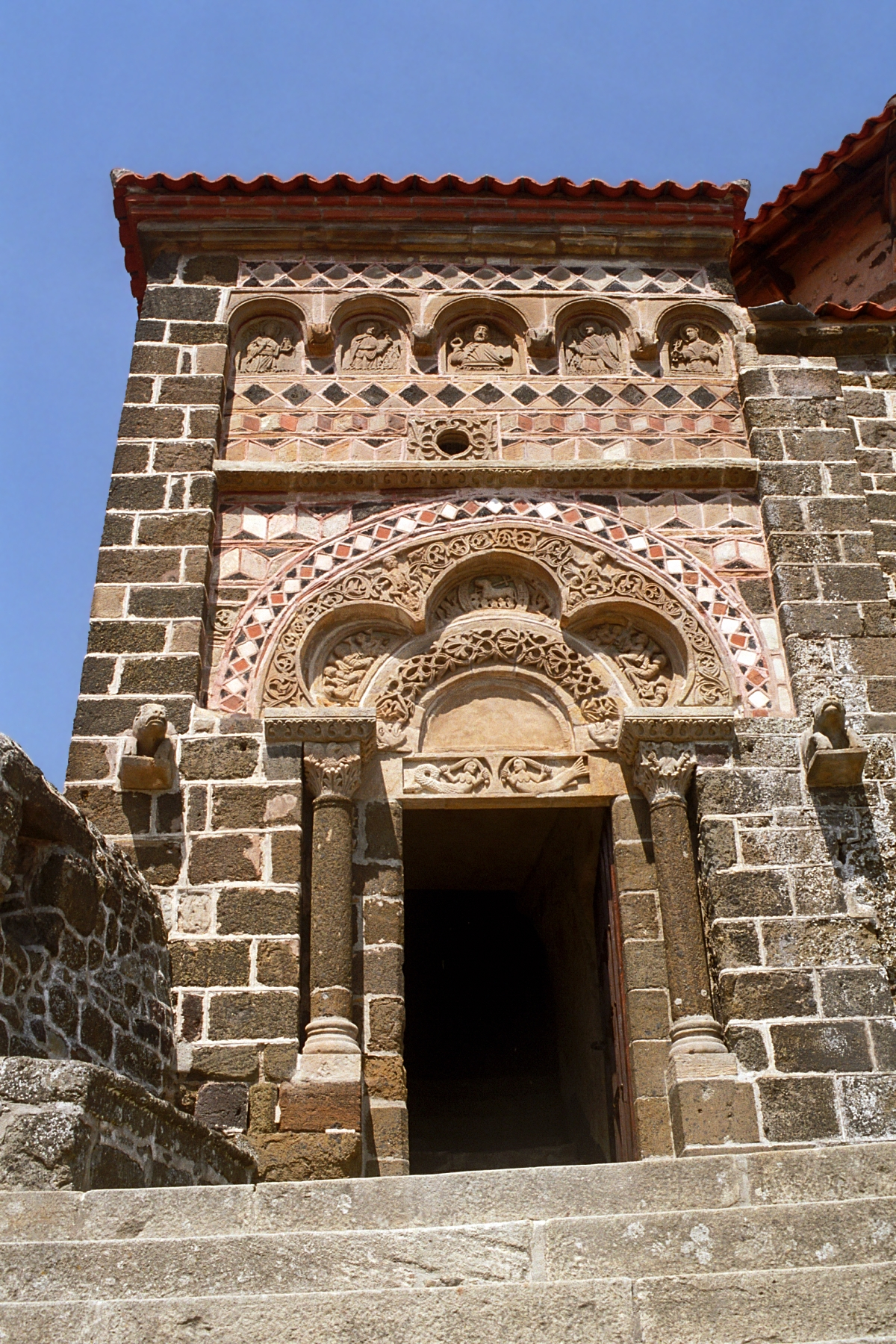
Le portail surmonté d'un arc trilobé et de mosaïques de pierres polychromes.

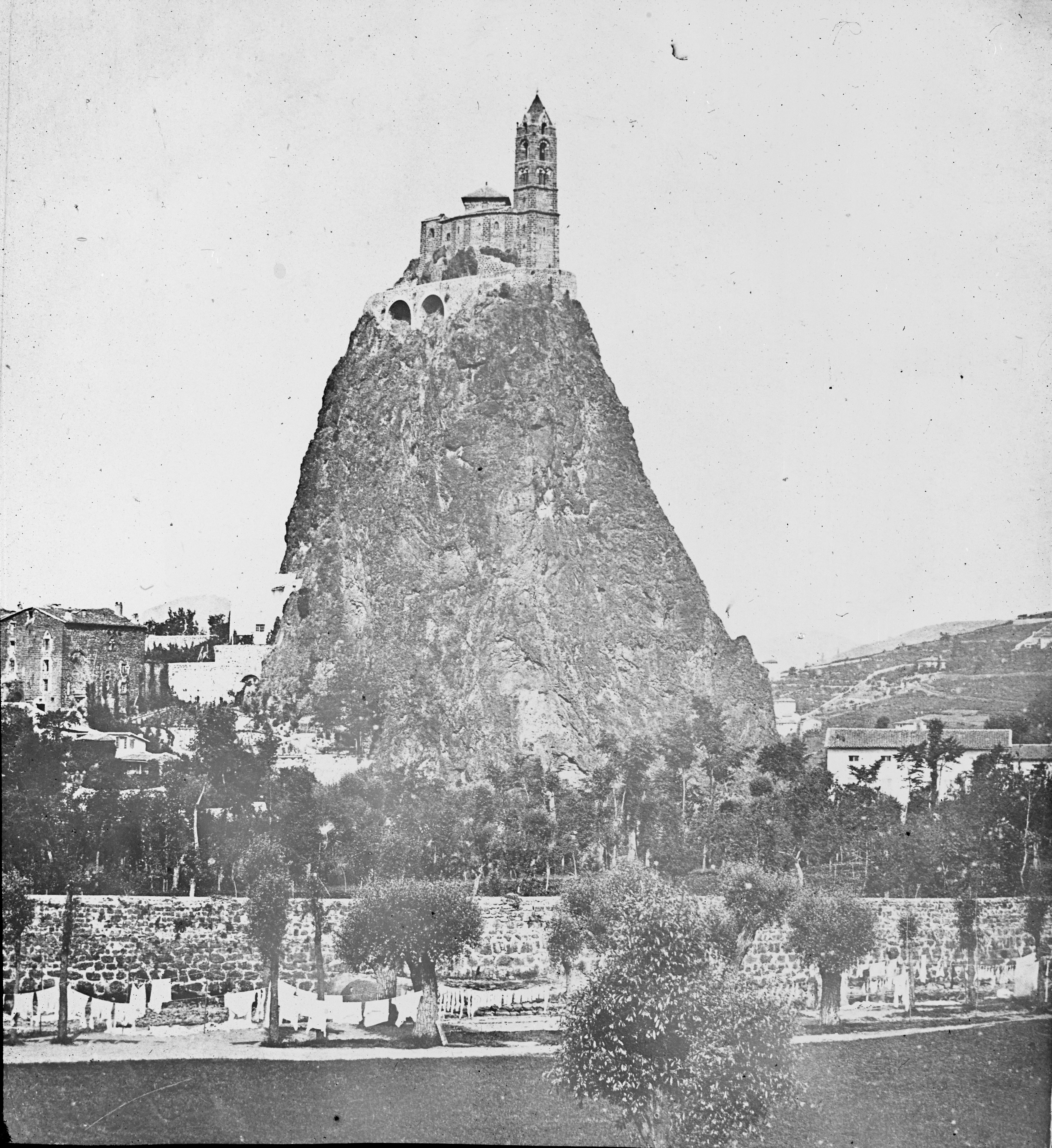
L'église en 1894.

La polychromie de la mosaïque de pierre caractéristique de l'art roman auvergnat comme à la cathédrale du Puy ou sur l'abside de l'église Saint-Austremoine d'Issoire, les sculptures en bas-relief du fronton, les sculptures des chapiteaux ne peuvent être comprises que comme un programme indissociable des peintures polychromes qui recouvraient complètement l'intérieur et le fronton. Les lacunes et les siècles passés nous privent d'une compréhension claire de certains éléments de ce programme,.

#### Façade
La porte est encadrée de deux colonnes surmontées chacune d'un chapiteau sculpté de feuilles d'acanthe et d'un motif anthropomorphe ou zoomorphe. Elle est surmontée d'un linteau sculpté orné de deux sirènes affrontées, qui supporte un tympan bordé d'une frise de rinceaux. Sur cette archivolte s'appuie l'arc trilobé, orné de rinceaux et de motifs anthropomorphes. L'intérieur des lobes est orné de scènes sculptées, dont l'agneau pascal et des groupes de vieillards évoquant l'Apocalypse. L'absence de motifs du tympan a soulevé l'hypothèse d'un décor en stuc dont un élément a été retrouvé à l'occasion de fouilles.
Au-dessus de l'arc prend place un décor de mosaïques de pierres polychromes surmonté d'arcatures sous lesquelles est représenté le Christ entouré de saint Jean, la Vierge, l'archange Michel et saint Pierre.

#### Peintures murales et chapiteaux
Les trente-deux chapiteaux romans de la chapelle sont hétérogènes, certains portent des palmettes ou des motifs végétaux d'autres sont plus ouvragés ; ils portent des traces de polychromie, ils étaient systématiquement peints, pour certains la sculpture est inachevée ce qui n'apparaissait pas une fois peints. Trois campagnes de peintures sont identifiées : un premier décor roman dans le chœur, la chapelle primitive, un deuxième décor roman dans ce qu'on appelle l'avant-tribune et la tribune, le cycle des rois mages sur la voûte de la nef et le décor de la galerie d'époque gothique.

#### Thèmes de l'iconographie
L'iconographie du portail est évoquée plus haut, un des deux chapiteaux évoque un diacre, la guirlande de rinceaux de l'archivolte est crachée par la bouche de deux têtes évoquant la parole. Les deux sirènes du linteau, copies du XIXe siècle à l'identique du linteau antérieur, soulèvent des interrogations sur une autre interprétation plus bienveillante des sirènes en raison du tissu dont elles couvrent leurs cheveux,.
Le décor de la galerie a presque totalement disparu, celui de la nef a été identifié comme un cycle de trois scènes de Rois mages, dans le chœur le tétramorphe, l'archange et la Jérusalem céleste évoquant le jugement dernier sont reconnaissables, L'avant-tribune et la tribune sont ornées de motifs géométriques, d'oiseaux et d'une adoration de la Vierge.

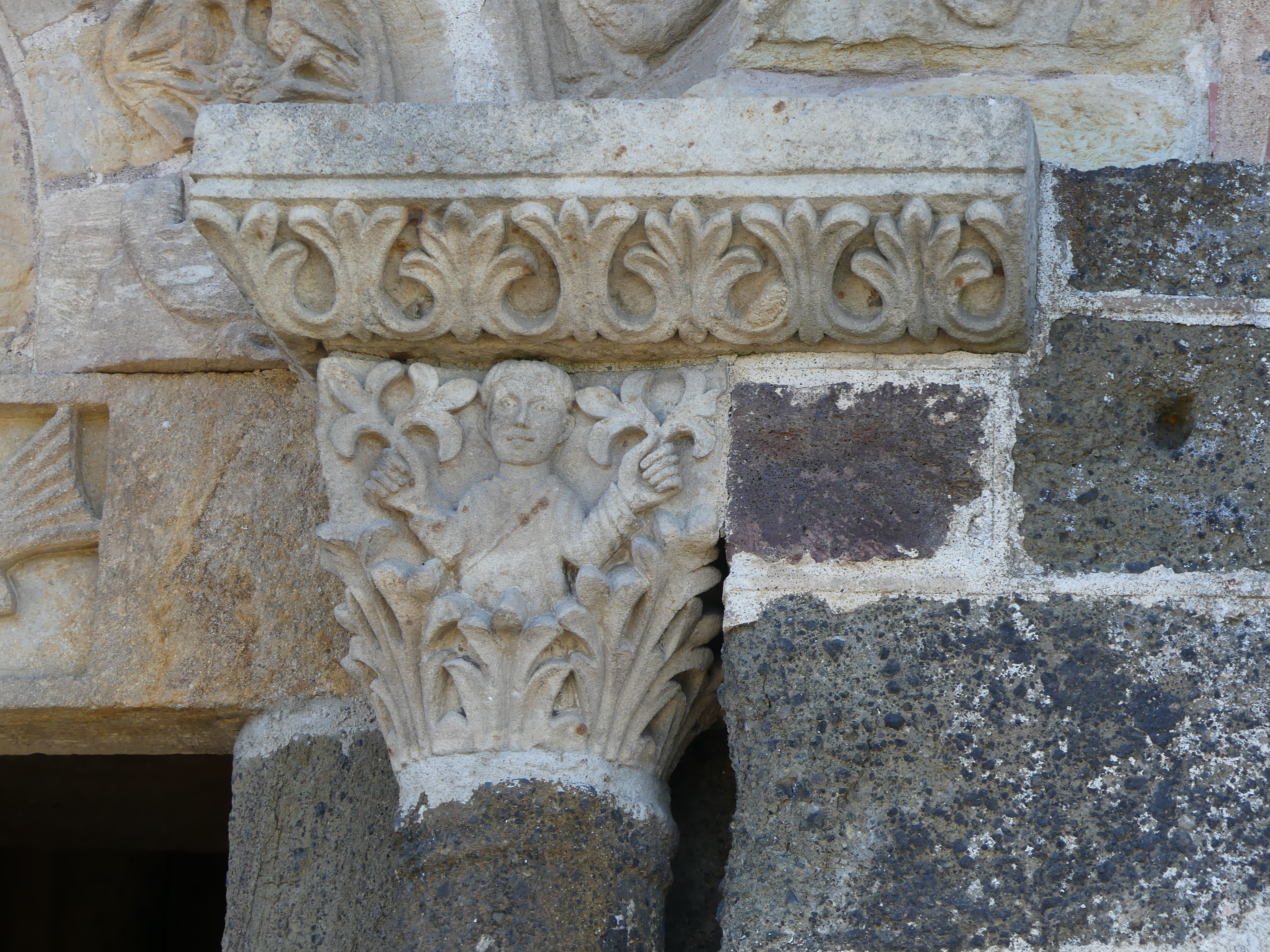
Diacre et fleurs de lys, portail.
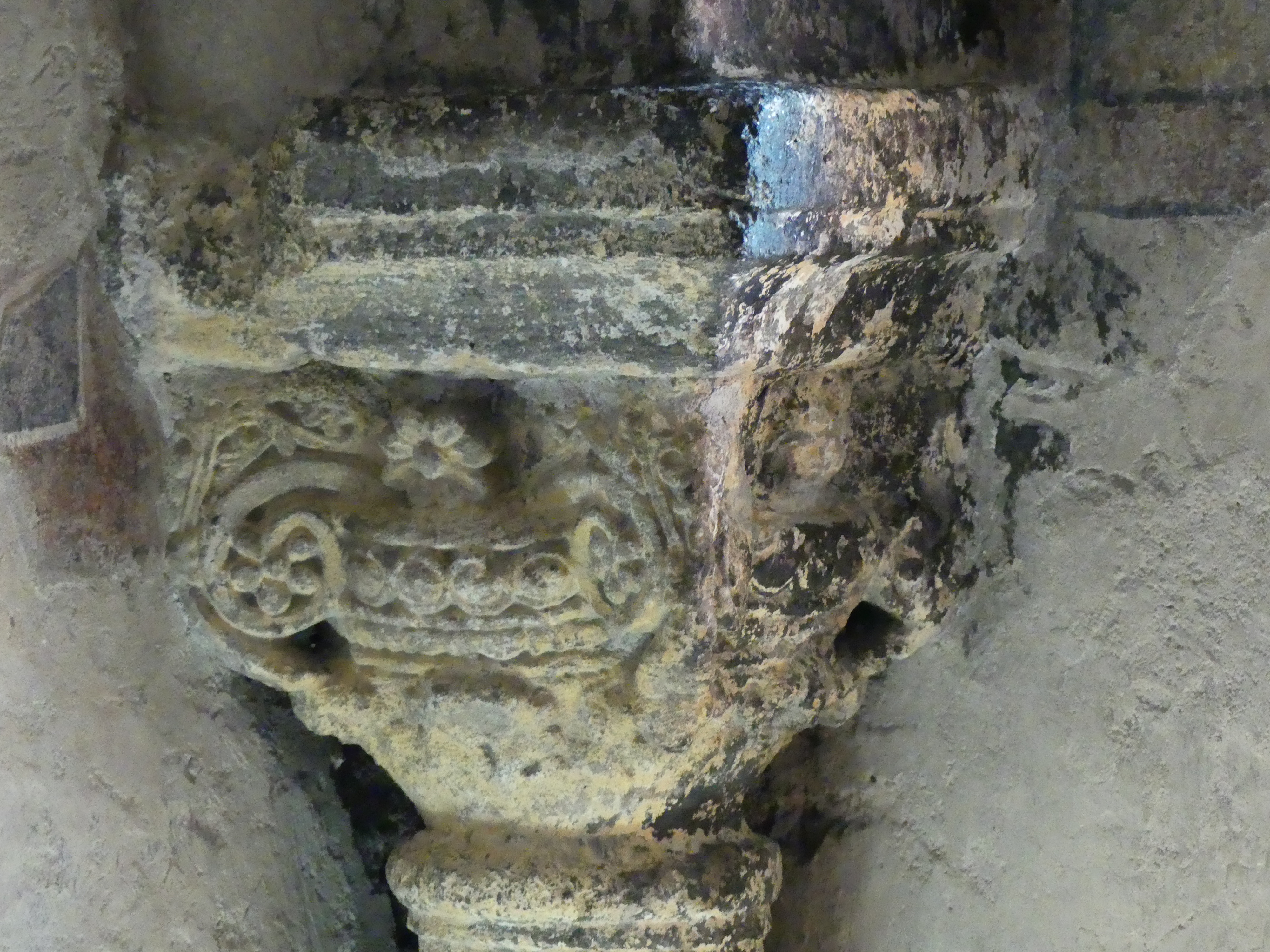
Chapiteau et trace de peinture.
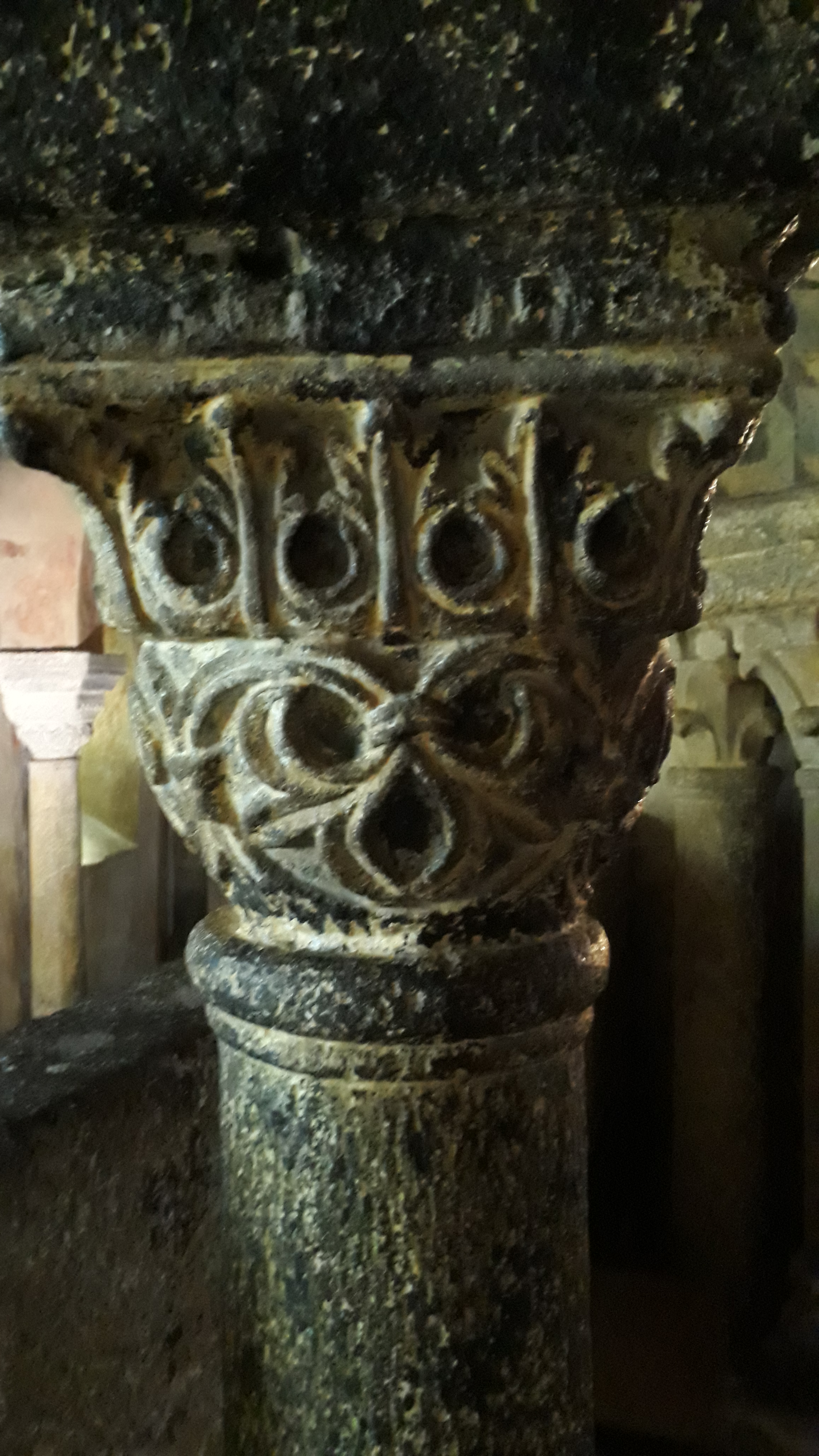
Chapiteau.
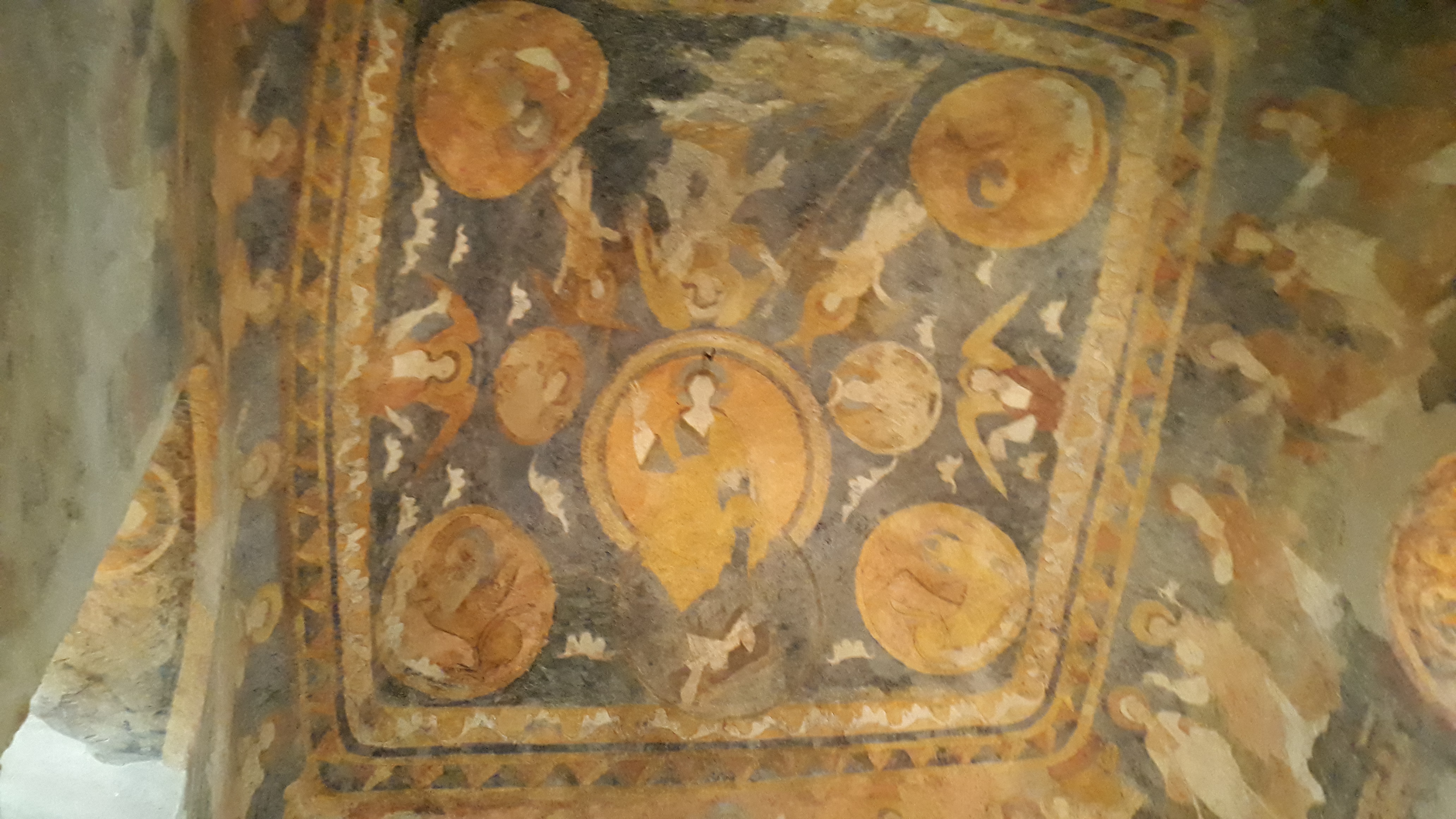
Tétramorphe, Christ en gloire et l'archange, dôme préroman du chœur.
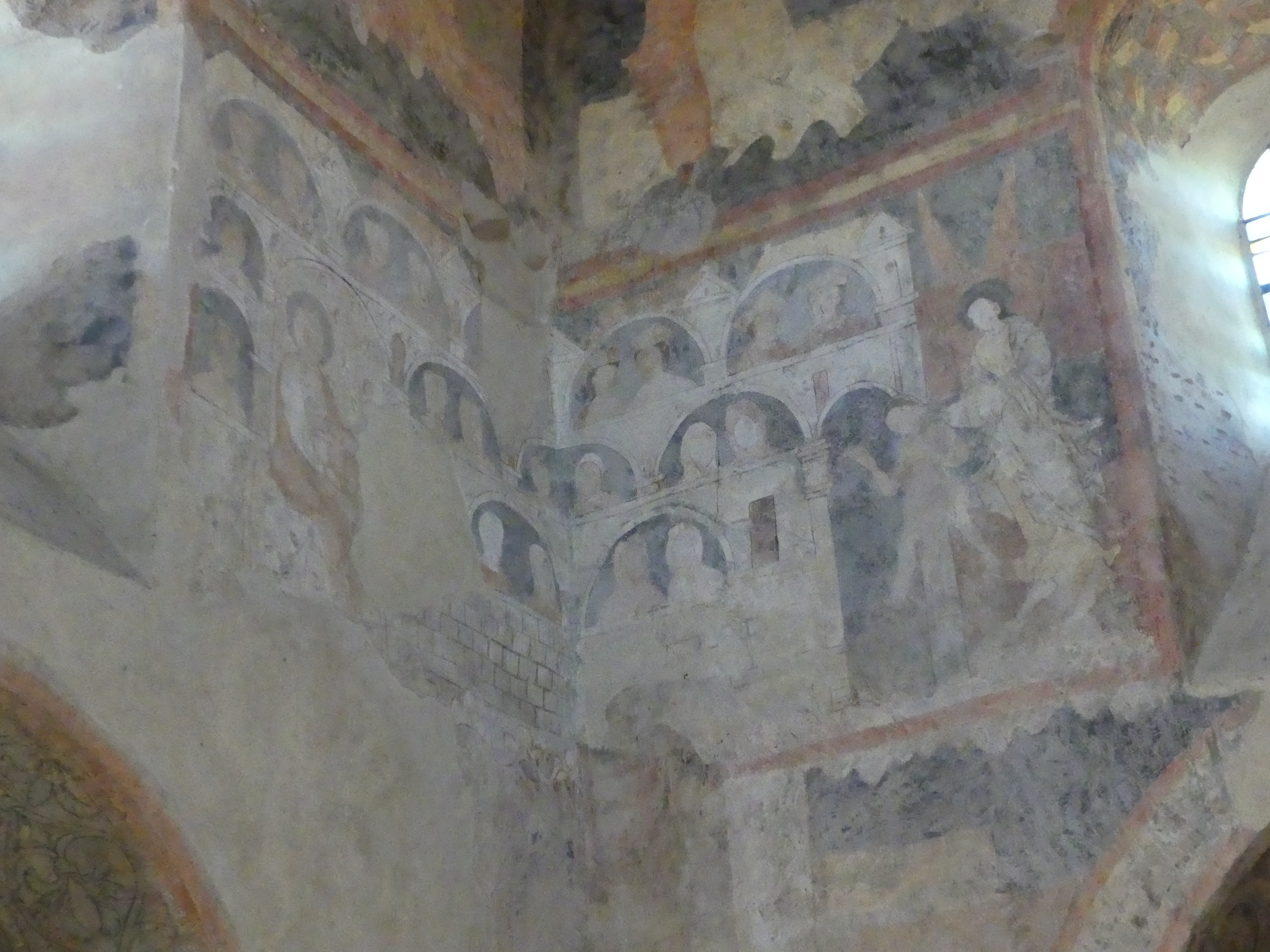
Jérusalem céleste, angle du chœur.
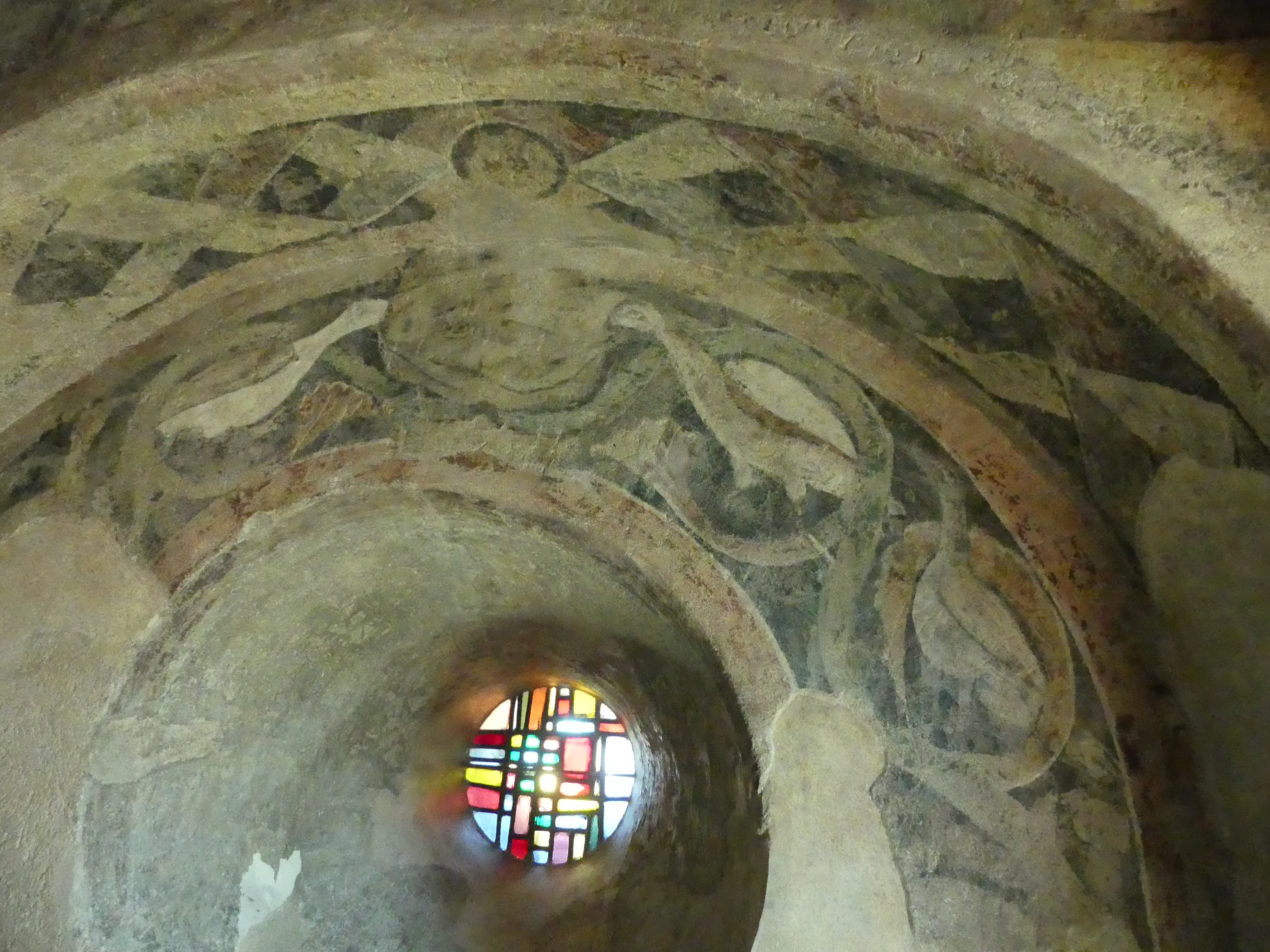
Oiseaux et motifs géométriques, oculus de la tribune.
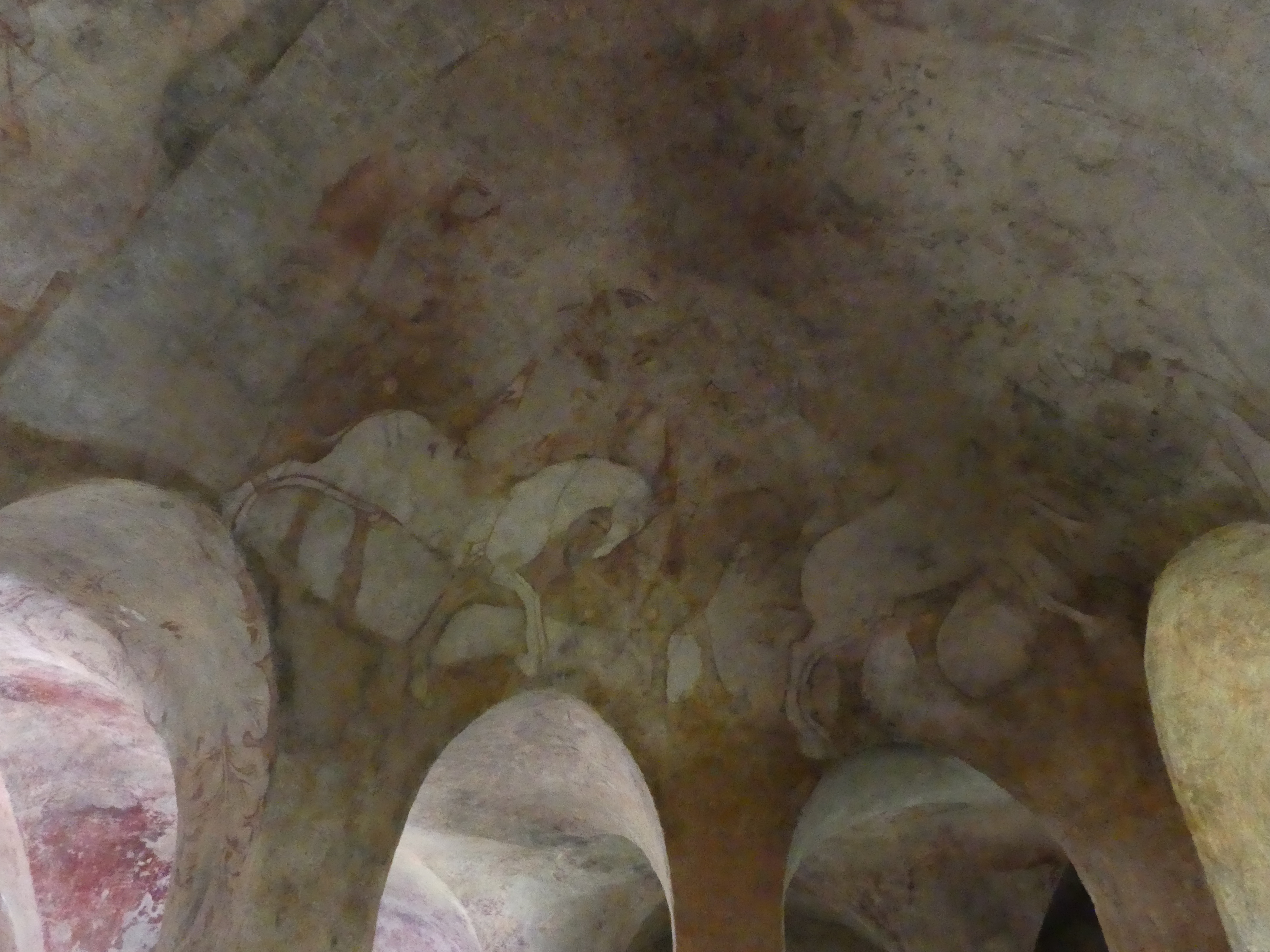
La chevauchée des rois mages, nef.

## État et usage actuels
Depuis mai 2017, la chapelle Saint-Michel, la cathédrale ainsi que trois autres aux alentours bénéficient d'un spectacle d'illuminations nocturnes baptisé « Puy de Lumières ». L'exploitation touristique du site est confiée à une Société d'économie mixte.